# Kurthi Jafarpur
Kurthi Jafarpur è una suddivisione dell'India, classificata come census town, di 11.943 abitanti, situata nel distretto di Mau, nello stato federato dell'Uttar Pradesh. 